# Équipe des Samoa de rugby à XV
L’équipe des Samoa de rugby à XV rassemble les meilleurs joueurs des îles Samoa. Elle est appelée Manu Samoa, d'après le nom d’un ancien chef samoan. Les Samoans jouent en maillot bleu, short blanc, bas bleu. Avant chaque rencontre, ils pratiquent une danse samoane appelée Siva tau (leur haka).
Depuis 2021, l'emblème de l'équipe est la fleur de teuila, symbole national samoan.
Le rugby à XV est pratiqué dans 120 clubs par environ 5 000 joueurs adultes et 10 000 juniors, alors que la population n'est que de 175 000 habitants.
Les îles Samoa ont fourni un grand nombre de très bons joueurs, bien que leur population soit peu nombreuse par rapport à celle des autres grandes nations de rugby. De nombreux joueurs se sont expatriés pour faire une carrière professionnelle, certains ont alors choisi de jouer pour l'équipe nationale de leur pays d'accueil. L'équipe des Samoa a ainsi perdu la possibilité de faire jouer plusieurs joueurs talentueux. Elle a aussi eu des difficultés pour se préparer avant les grandes compétitions. Malgré ces difficultés, les Samoa sont déjà parvenues deux fois en quart de finale de la Coupe du monde de rugby.
Au 24 septembre 2023, les Samoa sont onzième au classement mondial de World Rugby.

## Historique

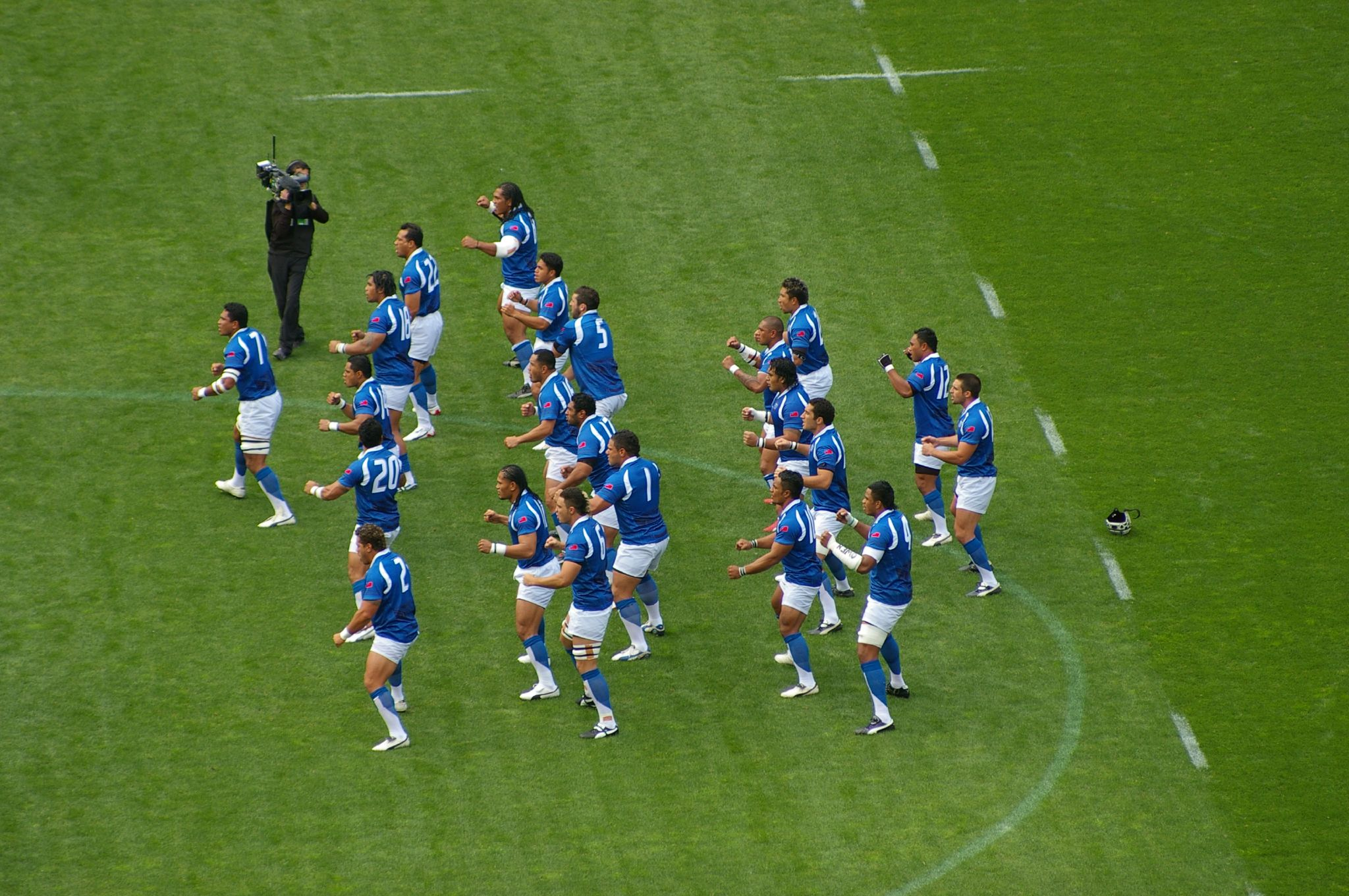
L'équipe des Samoa effectuant son Siva Tau avant le match contre l'Afrique du Sud lors de la Coupe du monde de rugby à XV 2007.

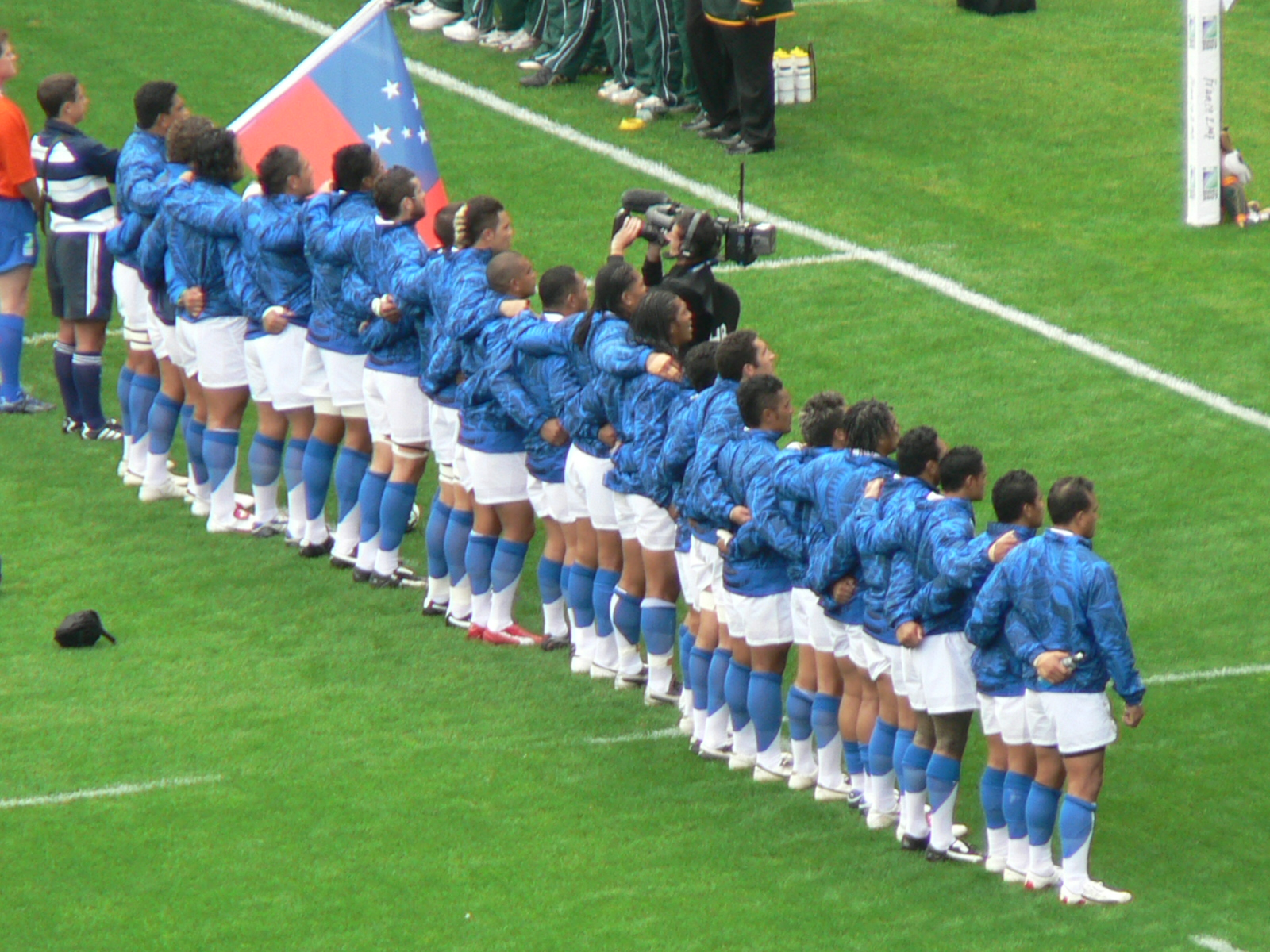
L'équipe des Samoa.

Le rugby à XV est introduit aux Samoa en 1920 et la fédération samoane de rugby est créée en 1924 par Harry Moors pour pouvoir accueillir à Apia l'équipe des Fidji.
L'équipe des Samoa joue ainsi son premier match international contre l'équipe des Fidji le 18 août 1924 à domicile, et Harry Moors, troisième ligne aile, en est le capitaine. L'équipe samoane perd 0 à 6. Elle gagne, en revanche, le match retour sur le score de 9 à 3 le 19 septembre.
L'équipe des îles Samoa effectue ses premiers matches à l'extérieur en 1954, chez ses voisins des Fidji et des Tonga. Vingt ans plus tard l'équipe fait sa première tournée en Nouvelle-Zélande, remportant un des huit matches joués.
Le premier tournoi annuel du Tri-nations du Pacifique est organisé en 1982 entre les équipes des îles Samoa, Tonga et Fidji. C'est l'équipe des Samoa qui en remporte la première édition.
L'équipe du pays de Galles est la première équipe européenne à jouer contre les Samoa, mais les Samoans restent alors isolés et ne sont pas invités à la première Coupe du monde de rugby en 1987.
Pour sa première participation à la Coupe du monde en 1991, les îles Samoa font sensation en se qualifiant pour les quarts de finale, après avoir battu le pays de Galles et l'Argentine.
Les Samoa remportent le tournoi de Hong Kong de rugby à VII en 1993. L'équipe réussit à nouveau à se qualifier pour un quart de finale de la Coupe du monde de rugby 1995 après avoir battu l'Argentine et l'Italie. Les Samoans sont alors éliminés par les futurs champions du monde, les Springboks par 14 à 42.
Avec l'avènement du professionnalisme en 1995, c'est la Manu Samoa Rugby Limited qui prend en charge l'équipe nationale samoane.
Lors de la Coupe du monde de rugby 1999, l'équipe des Samoa finit deuxième de sa poule ; elle est éliminée par celle d'Écosse en match de barrage.
Les Samoa participent à la Coupe du monde de rugby 2003, finissant troisièmes de leur poule au premier tour. Leur jeu dynamique fait douter l'équipe d'Angleterre, la favorite du tournoi, qui finit pourtant par s'imposer avec difficulté et sans gloire. Un litige oppose alors les deux équipes, les Samoa revendiquant la victoire pour faute grave et preuve vidéo à l'appui. Il fut justifié par la commission que le XV de la rose a joué une partie du match à seize joueurs[réf. nécessaire]. Pourtant, la victoire revient aux Anglais.
Bryan Williams est le premier Samoan qui choisit de défendre les couleurs de la Nouvelle-Zélande, il met ensuite son expérience au profit des Samoa en étant entraîneur de l'équipe nationale qui fait un très bon parcours en 1991. De nombreux joueurs d'origine samoane suivront l'exemple de Williams en poursuivant leur carrière en Nouvelle-Zélande, le plus célèbre étant Tana Umaga. Lors de test matches disputés en 2005, les All Blacks comptaient de nombreux joueurs samoans, jusqu'à neuf lors d'un match contre l'Écosse[réf. nécessaire].
Malgré l’hémorragie de talents vers l'étranger, les îles Samoa essaient de préparer une équipe compétitive pour disputer la Coupe du monde de rugby 2007, sous la conduite d'un nouvel entraîneur, Michael Jones, qui est à la fois Samoan et ancien All Black.
Lors de la Coupe du monde 2007, les Samoans perdent les trois premières matches contre les Anglais (59-7), les Sud-Africains (44-22) et les Tongiens (19-15) mais ils sauvent l'honneur en s'imposant difficilement face aux Américains sur le score de 25 à 21.
En novembre 2010, les Samoans prennent part à la tournée d'automne. Ils effectuent tout d'abord un premier match au Japon où ils l'emportent sur le score de 13 à 10. Ils se déplacent ensuite en Irlande, et sont défaits de peu (20-10). Ils affrontent ensuite les Anglais pour une autre défaite (21-13). Enfin ils rencontrent les Écossais et frôlent l'exploit du match nul, mais l'arbitre accorde une pénalité aux Écossais dans le temps additionnel. Cette tournée est très positive, grâce à un groupe composé majoritairement de joueurs évoluant en Europe (Gavin Williams, Ti'i Paulo, Tasesa Lavea, Daniel Leo, Iosefa Tekori, Census Johnston, Filipo Levi, Alesana Tuilagi, David Lemi, George Stowers, Manaia Salavea, Junior Poluleuligaga, Uale Mai, Seilala Mapusua, Sakaria Taulafo, Sailosi Tagicakibau, Paul Williams…) et à ceux évoluant avec les équipes du super 15 en Australie, en Nouvelle-Zélande ou bien encore en Afrique du Sud.
Le 17 juillet 2011, les Samoa battent, à la surprise générale, l'Australie, pour la première fois en cinq déplacements. Au ANZ Stadium de Sydney, ils gagnent par 32 à 23 et en inscrivant quatre essais contre deux à leurs adversaires.
Cette victoire est historique car c'est la première fois que les Samoa gagnent contre une des meilleures nations.
L'équipe samoane de la Coupe du monde 2011 semble être un peu meilleure que celle de 2007 ; malgré l'élimination et la troisième place, les victoires assez faciles face aux Fidjiens (27-7) et face aux Namibiens (49-12) ainsi que les défaites serrées contre les Gallois (17-10) et les Sud-Africains (13-5) montrent une amélioration en Coupe du monde.
Fin 2012, les Samoa battent les Gallois (26-19) lors de leur tournée en Europe et les Canadiens (42-12) à l'International Rugby Series mais ils perdent contre les Français (14-22). L'équipe samoane termine septième au classement de l'IRB, devenant ainsi la première nation de deuxième division à être classée dans le top 8.
Au cours de la Coupe du monde de rugby à XV 2015 où ils concourent dans la poule B, les Samoa remportent la victoire contre les États-Unis (25-16), puis échouent largement contre l'Afrique du Sud (6-46) et le Japon (5-26). Leur dernier match contre l'Écosse est très disputé : les Samoa mènent au score à la mi-temps (26-23) et s'inclinent sur le fil à la fin du match (33-36) malgré quatre essais inscrits et un arbitrage discuté. Avec six points au classement, ils terminent quatrièmes de leur poule, et n'accèdent donc ni aux quarts de finale, ni à la qualification automatique pour le mondial suivant.

## Palmarès

### Coupe du monde
| Édition | Bilan                      | Article détaillé               |
| ------- | -------------------------- | ------------------------------ |
| 1987    | non invité                 | —                              |
| 1991    | 1/4 finaliste              | Samoa à la Coupe du monde 1991 |
| 1995    | 1/4 finaliste              | Samoa à la Coupe du monde 1995 |
| 1999    | barragiste (1/8 finaliste) | Samoa à la Coupe du monde 1999 |
| 2003    | 3e de poule                | Samoa à la Coupe du monde 2003 |
| 2007    | 3e de poule                | Samoa à la Coupe du monde 2007 |
| 2011    | 3e de poule                | Samoa à la Coupe du monde 2011 |
| 2015    | 4e de poule                | Samoa à la Coupe du monde 2015 |
| 2019    | 4e de poule                | Samoa à la Coupe du monde 2019 |
| 2023    | 4e de poule                | Samoa à la Coupe du monde 2023 |

### Tri-nations du Pacifique et Pacific Nations Cup
Le Tri-nations du Pacifique fut une compétition mise en place entre les Samoa, les Tonga et les Fidji entre 1982 et 2005. Les Samoa la remportèrent unilatéralement à dix reprises : 1982, 1990, 1991, 1992, 1993 1997, 1999, 2000, 2001 et 2005.
En Coupe des nations du Pacifique, mise en place à partir de 2006, les Samoa inscrivent leur nom au palmarès à quatre reprises lors des éditions 2010, 2012, 2014 (partagée) et 2022.

## Équipe actuelle
Liste des 32 joueurs sélectionnés par Seilala Mapusua en août 2023 pour disputer la Coupe du monde 2023, un joueur sera appelé en plus par la suite.
Le 2 septembre, James Lay est le dernier joueur convoqué. Le 19 septembre, Ray Niuia est convoqué pour remplacer Luteru Tolai, blessé pour le reste de la compétition.
Les sélections et points sont à jour au 16 septembre 2023.

### Avants
| Nom               | Naissance         | Sélections (points marqués) | Club                       | Année de 1re sélection |
| Pilier            | Pilier            | Pilier                      | Pilier                     | Pilier                 |
| ----------------- | ----------------- | --------------------------- | -------------------------- | ---------------------- |
| Michael Alaalatoa | 28 août 1991      | 20 (0)                      | Leinster Rugby             | 2019                   |
| Paul Alo-Emile    | 22 décembre 1991  | 25 (0)                      | Stade français             | 2017                   |
| Charlie Faumuina  | 24 décembre 1986  | 4 (0)                       | Stade toulousain           | 2023                   |
| James Lay         | 16 décembre 1993  | 16 (0)                      | Blues                      | 2017                   |
| Jordan Lay        | 5 novembre 1992   | 29 (0)                      | Blues                      | 2017                   |
| Talonneur         |                   |                             |                            |                        |
| Seilala Lam       | 18 février 1989   | 30 (20)                     | USA Perpignan              | 2016                   |
| Sama Malolo       | 19 février 1998   | 9 (20)                      | San Diego Legion           | 2023                   |
| Ray Niuia         | 19 juin 1991      | 15 (20)                     | Moana Pasifika             | 2022                   |
| Deuxième ligne    |                   |                             |                            |                        |
| Brian Alainu'uese | 19 mars 1994      | 8 (0)                       | RC Toulon                  | 2022                   |
| Theo McFarland    | 16 octobre 1995   | 16 (10)                     | Saracens                   | 2021                   |
| Sam Slade         | 28 août 1997      | 9 (0)                       | Moana Pasifika             | 2021                   |
| Chris Vui         | 11 février 1993   | 30 (5)                      | Bristol Bears              | 2016                   |
| Troisième ligne   |                   |                             |                            |                        |
| So'otala Fa'aso'o | 2 octobre 1994    | 1 (0)                       | USA Perpignan              | 2023                   |
| Miracle Fai'ilagi | 31 août 1999      | 4 (5)                       | Moana Pasifika             | 2023                   |
| Fritz Lee         | 29 août 1988      | 12 (10)                     | ASM Clermont               | 2022                   |
| Steven Luatua     | 29 novembre 1991  | 7 (0)                       | Bristol Bears              | 2023                   |
| Alamanda Motuga   | 11 septembre 1994 | 7 (10)                      | Moana Pasifika             | 2019                   |
| Taleni Seu        | 26 décembre 1993  | 10 (5)                      | Toyota Industries Shuttles | 2022                   |
| Jordan Taufua     | 29 janvier 1992   | 9 (0)                       | Lyon OU                    | 2022                   |

### Arrières
| Nom                  | Naissance         | Sélections (points marqués) | Club                     | Année de 1e sélection |
| Demi de mêlée        | Demi de mêlée     | Demi de mêlée               | Demi de mêlée            | Demi de mêlée         |
| -------------------- | ----------------- | --------------------------- | ------------------------ | --------------------- |
| Ere Enari            | 30 mai 1997       | 10 (5)                      | Moana Pasifika           | 2022                  |
| Melani Matavao       | 19 novembre 1995  | 18 (40)                     | Marist St. Joseph's      | 2017                  |
| Jonathan Taumateine  | 28 septembre 1996 | 16 (20)                     | Moana Pasifika           | 2021                  |
| Demi d'ouverture     |                   |                             |                          |                       |
| Christian Lealiifano | 24 mars 1987      | 7 (41)                      | Moana Pasifika           | 2023                  |
| Lima Sopoaga         | 3 février 1991    | 3 (17)                      | Shimizu Koto Blue Sharks | -                     |
| Centre               |                   |                             |                          |                       |
| Tumua Manu           | 18 avril 1993     | 11 (25)                     | Section paloise          | 2022                  |
| Duncan Paia'aua      | 20 janvier 1995   | 13 (43)                     | RC Toulon                | 2022                  |
| UJ Seuteni           | 9 décembre 1993   | 14 (21)                     | Stade rochelais          | 2019                  |
| Ailier               |                   |                             |                          |                       |
| Nigel Ah Wong        | 30 mai 1990       | 14 (25)                     | Sans club                | 2022                  |
| Ed Fidow             | 11 septembre 1993 | 21 (60)                     | Rugby New York           | 2018                  |
| Neria Fomai          | 3 février 1992    | 9 (0)                       | Moana Pasifika           | 2021                  |
| Ben Lam              | 9 juin 1991       | 2 (0)                       | Montpellier HR           | -                     |
| Arrière              |                   |                             |                          |                       |
| D'Angelo Leuila      | 18 janvier 1997   | 26 (84)                     | Moana Pasifika           | 2016                  |
| Danny Toala          | 29 mars 1999      | 14 (12)                     | Moana Pasifika           | 2022                  |

## Joueurs emblématiques
| - Lome Fa'atau - Terry Fanolua - Daniel Farani - Census Johnston - Ali Koko - Pat Lam - Iosefa Tekori | - Kas Lealamanu'a - Brian Lima - David Lemi - Daniel Leo - Trevor Leota - Filipo Levi - Laloa Milford | - Ti'i Paulo - Opeta Palepoi - Romi Ropati - Semo Sititi - Steven So'oialo - Ace Tiatia - Jeremy Tomuli - Va'aiga Tuigamala | - Alesana Tuilagi - Freddie Tuilagi - Paul Tupai - Mike Umaga - Alofa Alofa - Earl Va'a - Justin Va'a |

## Statistiques des joueurs
(décembre 2024).
- Si vous ne connaissez pas le sujet, laissez ce bandeau (vous pouvez alors contacter les auteurs).
- Si vous supprimez le contenu mis en cause (vous pouvez préalablement contacter les auteurs),

argumentez précisément cette suppression dans la page de discussion
(un manque de référence n'est pas un argument ; une recherche réelle de référence doit avoir été effectuée, être formellement documentée).

### Record de sélections
En gras, joueurs encore en activité
| Rang | Joueur           | Activité  | Nombre de sélections |
| ---- | ---------------- | --------- | -------------------- |
| 1    | Brian Lima       | 1991-2007 | 65                   |
| 2    | To'o Vaega       | 1986-2001 | 61                   |
| 3    | Semo Sititi      | 1999-2009 | 59                   |
| 4    | Census Johnston  | 2005-2017 | 57                   |
| 5    | David Lemi       | 2004-2017 | 54                   |
| 6    | Sakaria Taulafo  | 2009-2016 | 44                   |
| 6    | Jack Lam         | 2013-     | 44                   |
| 8    | Opeta Palepoi    | 1998-2005 | 43                   |
| 9    | Ofisa Treviranus | 2009-2018 | 42                   |
| 9    | Tusi Pisi        | 2011-2019 | 42                   |

### Meilleurs buteurs
En gras, les joueurs encore en activité
| Rang | Joueur          | Activité  | Points marqués |
| ---- | --------------- | --------- | -------------- |
| 1    | Tusi Pisi       | 2011-2019 | 245            |
| 2    | Earl Va'a       | 1996-2003 | 174            |
| 3    | Silao Leaega    | 1997-2002 | 145            |
| 4    | Brian Lima      | 1991-2007 | 140            |
| 5    | Darren Kellett  | 1993-1995 | 137            |
| 6    | Roger Warren    | 2004-2008 | 119            |
| 7    | Gavin Williams  | 2007-2010 | 106            |
| 8    | Tanner Vili     | 1999-2006 | 99             |
| 9    | Alesana Tuilagi | 2002-2015 | 90             |
| 10   | Andrew Aiolupo  | 1983-1994 | 89             |

### Meilleurs marqueurs d'essais
En gras, joueurs encore en activité
| Rang | Joueur          | Activité  | Essais marqués |
| ---- | --------------- | --------- | -------------- |
| 1    | Brian Lima      | 1991-2007 | 29             |
| 2    | Alesana Tuilagi | 2002-2015 | 18             |
| 3    | Semo Sititi     | 1999-2009 | 17             |
| 4    | Afato So'oalo   | 1996-2001 | 16             |
| 5    | Lome Fa'atau    | 2000-2007 | 14             |
| 5    | To'o Vaega      | 1986-2001 | 14             |
| 7    | David Lemi      | 2004-2017 | 13             |
| 8    | Ed Fidow        | 2018-     | 12             |
| 9    | George Leaupepe | 1995-2005 | 10             |
| 10   | Tupo Fa'amasino | 1988-996  | 9              |
| 10   | Elvis Seveali'i | 2000-2007 | 9              |
| 10   | Alapati Leiua   | 2013-2019 | 9              |